# Río Loquitz
El río Loquitz (también llamado en la zona die Lucks) es un río alemán que tiene una longitud de poco más de 30 Kilómetros. Es afluente del Saale entre los lands de Baviera y Turingia. Entre sus propios afluentes están el Zopte, en su margen derecha, y el Sormitz por la izquierda.

## Nombre
Aunque el origen de su nombre no es totalmente claro, el más probable es la expresión eslava Lukavica, que en español sería algo así como el arroyo del prado. La germanización del término hasta su uso actual parece que fue bastante tardía. Otro de los posibles orígenes del término es la palabra eslava lokva (charca, balsa). Otras teorías apuestan más por el origen del término sobre la base de los topónimos Lockwitz o Lockwitzbach.

## Curso y afluentes
Es afluente del Saale entre los lands de Baviera y Turingia. Entre sus propios afluentes están el Zopte, en su margen izquierda, y el Sormitz, de mayor importancia, por la derecha.
El Loquitz nace en el límite entre la llamada sierra de pizarra de Turingia (Thüringer Schiefergebirge) y el bosque de Frankenwald, junto a la localidad de Lehesten, al lado de Rennsteig (distrito de Saalfeld -Rudolstadt). 
A partir de ahí fluye en sentido septentrional, hacia el [[mar del Norte], atravesando un valle escarpado y estrecho que también recorren la carretera comarcal B85 y el tramo entre Saalfeld y [Kronach]] de la línea férrea de la Frankenwald.
La primera ciudad de importancia que baña el río es la bávara Ludwigsstadt, tras la cual desciende en una cerrada curva que atraviesa Burg Lauenstein y entra nuevamente en Turingia por Thüringer Warte. A partir de ahí baña la localidad de Probstzella, entrando junto a su antigua estación de ferrocarril y el conocido edificio de la Casa del Pueblo (Haus des Volkes).
El curso fluvial del Loquitz se adentra entonces en la llamadas sierra de pizarra de Turingia (Thüringer Schiefergebirge), un bosque especialmente tupido y húmedo. Tras este entorno, junto al pueblo de Hockeroda, recibe las aguas de su único afluente importante, el Sormitz. Unos dos kilómetros después bordea el Castillo Eichicht en Eichicht, donde desemboca en el Saale, a unos 230 metros sobre el nivel del mar.